# Contea di Flagler
La contea di Flagler (in inglese Flagler County) è una contea della Florida, negli Stati Uniti. Il suo capoluogo amministrativo è Bunnell.

## Geografia fisica
La contea si trova nella parte nord-orientale dello Stato e si affaccia a est sull'oceano Atlantico. La contea ha un'area di 1.478 km² di cui il 15,03% è coperta d'acqua. La contea da sola costituisce l'Area Statistica Metropolitana di Palm Coast. L'Intracoastal Waterway passa per la contea.

### Contee confinanti
- Contea di St. Johns - nord
- Contea di Volusia - sud
- Contea di Putnam - ovest

## Storia
La contea di Flagler fu creata nel 1917 da parte delle contee di Volusia e st. Johns e deve il suo nome a Henry Flagler, un famoso costruttore ferroviario che costruì la Florida East Coast Railway. Prima dell’arrivo degli spagnoli in Florida nel XVI secolo, questa regione era abitata da diversi popoli nativi, tra cui i Timucua e i Seminole.
Nel 1998 quando un paio di incendio minacciarono la zona, per poi diventare un unico grande incendio, l'intera contea venne evacuata. Questo ad oggi rimane l'unico caso di totale evacuazione di una contea in Florida.

## Comuni

### City
- Bunnell (capoluogo)
- Palm Coast
- Flagler Beach

### Town
- Marineland
- Beverly Beach

## Politica

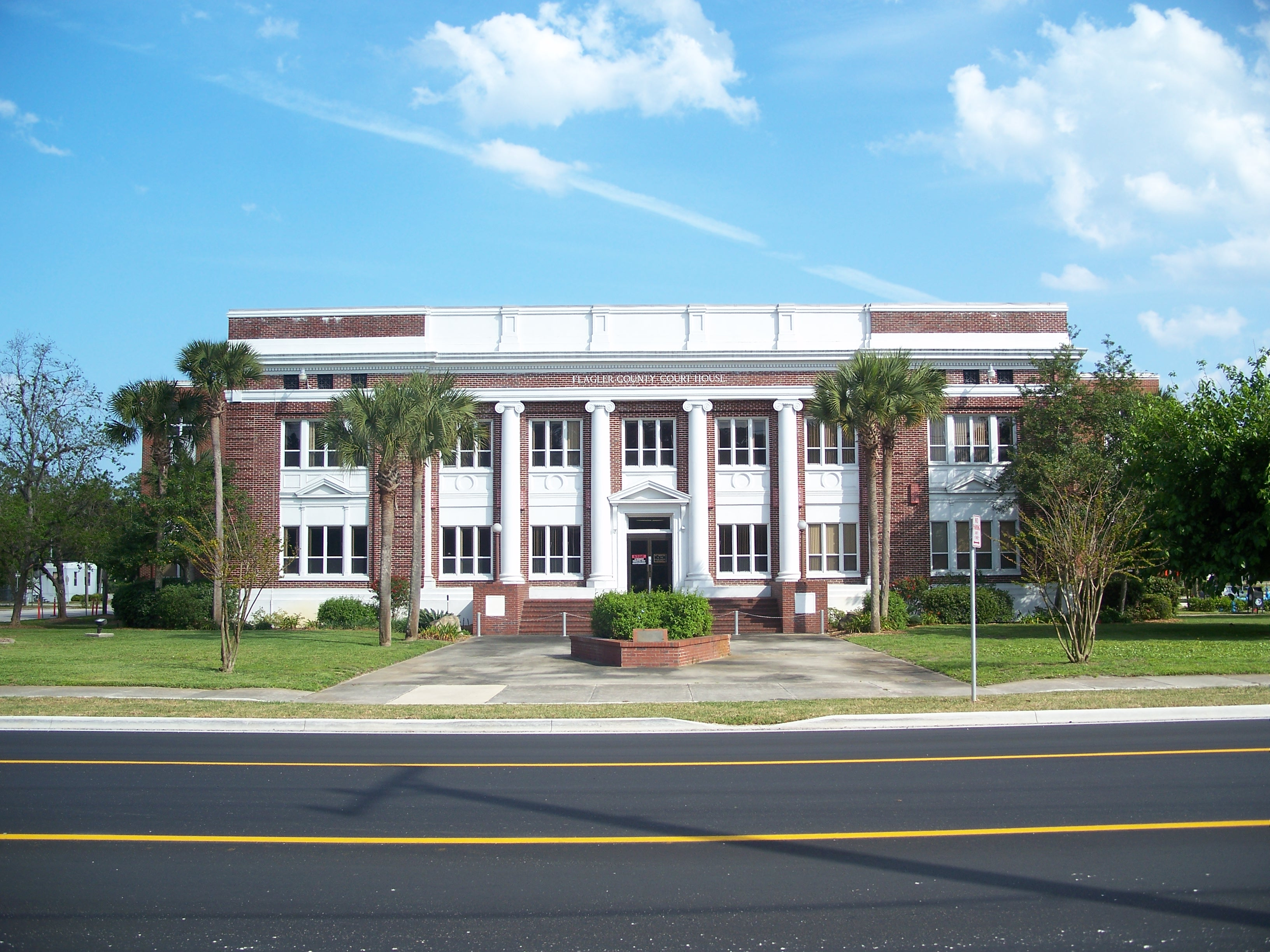
Municipio della Contea di Flagler

| Anno | Repubblicani | Democratici | Altri |
| ---- | ------------ | ----------- | ----- |
| 2004 | 51,0%        | 48,3%       | 0,7%  |
| 2000 | 46,5%        | 51,3%       | 2,2%  |
| 1996 | 41,0%        | 47,7%       | 11,3% |
| 1992 | 38,2%        | 40,9%       | 20,9% |
| 1988 | 60,3%        | 39,4%       | 0,3%  |